# Emilio Vargas
Juan Emilio Vargas Peña (Pisco, Departamento de Ica) fue un exfutbolista y entrenador peruano, jugaba de delantero.

## Trayectoria
Nacido en Ica, creció en la ciudad de Pisco.
En 1946 ingresó a las filiales del club Alianza Lima de la mano del entrenador Adelfo Magallanes Campos, debutó en 1947 y conformó la delantera junto a Roberto Castillo, Juan Emilio Salinas, Óscar Gómez Sánchez y Valeriano López. Quince temporadas con la «blanquiazul» donde jugó 224 partidos y anotó 46 goles.
Le llamaban el Peoncito de Oro por su enorme despliegue en el campo, pues marcaba y definía, siempre recostado en el sector derecho.
Luego de su retiro, trabajó en la fábrica de los Nicolini y se dedicó a la dirección técnica, entrenando a algunos equipos semi y profesionales.

## Selección nacional
Actuó tan solo dos veces por la Selección de fútbol de Perú y en ambas fue la figura para los aficionados.

## Clubes

### Como jugador
| Club         | País | Año       |
| ------------ | ---- | --------- |
| Alianza Lima | Perú | 1946-1961 |

### Como entrenador
| Club                   | País        | Año       |
| ---------------------- | ----------- | --------- |
| Association Chorrillos | Perú        | 1963      |
| Defensor Arica         | Perú        | 1964-1965 |
| Ciclista Lima          | Perú        | 1968      |
| Carlos A. Mannucci     | Perú        | 1973      |
| CD Águila              | El Salvador | 1974      |

## Palmarés
| Título           | Club         | País | Año  |
| ---------------- | ------------ | ---- | ---- |
| Primera División | Alianza Lima | Perú | 1948 |
| Primera División | Alianza Lima | Perú | 1952 |
| Primera División | Alianza Lima | Perú | 1954 |
| Primera División | Alianza Lima | Perú | 1955 |